# 競輪全員失格事件
競輪全員失格事件（けいりんぜんいんしっかくじけん）とは、日本の競輪において出走した全員が失格になった事件。
本項では2008年12月にいわき平競輪場で起きた事例について記述する。

## 事件の概要
2008年（平成20年）12月14日、いわき平競輪場で行われたレインボーカップの第10レースA級準決勝において、出走した9車の内1車が後続を引き離して1着でゴールインした。その後、失格審議が全員において行われ1着の選手を含む全員が失格となった。

## レースの内容
残り1周半打鐘前に、先行選手である2番選手と5番選手がけん制をし合う。互いに超スローペースで走り続けお互いのラインもそれに合わせてスローペースで追走する。その際に4番選手が先頭に立ち、単騎で走る形となった。ただし、それほどスピードは上げずバンクの外側を走りながら後続の出方を待っていた。この際にコース取りにおける違反行為をしてしまう（後述）。
4番選手を無視するように、2番選手と5番選手は4番選手を追わず、互いにゆっくり走りながらけん制し続ける。このときに4番選手とは100メートル以上の距離が開いていた。業を煮やした4番選手が残り1周前の4角からスパートする。2番選手とそのライン、そして5番選手とそのラインも追走するが、最後まで距離は縮まらず、結局そのまま4番選手が1位で入線。大きく離れて8名がゴールインした。直後に審判員から赤旗が上がり、全員について審議が行なわれることになった。

## 審議結果
4番選手はイエローラインを超えたまま2秒以上走行したため失格、ほかの8名は追走義務を怠り著しく敢闘精神を欠如したレースを行ったので失格となった。よってレースに出走した全員が失格となった。

## 原因
競輪のルールにおいては、先頭に立った選手は著しく外側を走り続けてはならないことになっており、4番選手はイエローラインと呼ばれる黄色い線の外側を2秒以上走り続けたため失格となった。当時の4番選手はすでに先行をしなくなっており、先頭を走ることに慣れていなかったため、2番選手と5番選手は上述のように4番選手が先行すると思わず、意表をつかれたことによるものである。また、ほかの6選手はラインを組んでいる以上、打鐘の時点では2番選手と5番選手を追走しなければならず巻き添えとなる形になった。

## 理由
4番選手の失格は不注意によるものであるが、ほかの選手たちは悪質失格とみなされた。競輪においては著しく敢闘精神に欠如したレースをしてはならないとされているためである。
ちなみに「打鐘過ぎの時点で4番選手は失格となる行為を行ったのだから追走する義務はなかったのではないか」という見方もあるようだが、競輪のルール解釈上は「選手が失格となるのはレースが終了し、審議を経て審判が宣告をした時点で初めて失格となる」ため、他8選手の4番選手に対する追走義務も失われていないことになる。競輪においてはひとつのレース中に1人の選手が複数回の失格を受けるルール構造となっているが故、失格行為を行った選手の競走を妨害することも許されておらず、失格行為を行った選手自身も競走をやめてはいけないことになっている。つまり、選手は勝手に自分や他の選手を失格と見なしてはいけないのである。
以上の理由により4番選手を追走しなかった8名は免責されず悪質失格と見なされ、あっせん停止（出場停止）などの厳重処分を受けることになった。

## その他の事例
- 小松島競輪場において、1955年1月のレースで全員失格となったことがある[2]。
- 特別競輪（GI）では、1993年8月1日、第9回全日本選抜競輪（青森競輪場）3日目第10レースにて8名が失格したため単勝式のみ成立した。なお、岸和田競輪場ではこの判定結果に納得いかなかった場内のファンによる暴動騒ぎが起きている[3]。